# Danh sách trường đại học và cao đẳng tại Bắc Ninh
Trường đại học, học viện và viện hàn lâm là các cơ sở giáo dục bậc cao đào tạo các bậc đại học và sau đại học, mang tính mở. Thành tích trong đào tạo, nghiên cứu khoa học, danh giá với nhà tuyển dụng, phạm vi ảnh hưởng của trường và thành tích cựu sinh viên tạo nên uy tín học thuật của một trường đại học. Theo chiều dài lịch sử, trường đại học đầu tiên tại Việt Nam được thành lập từ năm 1076, dạy Nho giáo. Tiếp nối theo đó, đại học theo thiết chế hiện đại đầu tiên của Việt Nam cũng như 5 nước Bán đảo Đông Dương được thành lập từ năm 1907 mang tên Viện Đại học Đông Dương (Đại học Quốc gia Hà Nội ngày nay).
Các cơ sở giáo dục đại học tại Việt Nam gồm các Hệ thống trường đại học tập hợp nhiều trường đại học thành viên cùng các trường đại học chuyên ngành, đa ngành và học viện, với Hà Nội là đầu tàu về giáo dục. Đối với các trường đại học công lập có hai cơ chế hoạt động chính đó là nhà nước kiểm soát và tự chủ. Với cơ chế tự chủ các trường đại học sẽ được quyền chủ động về vấn đề nhân sự, chương trình đào tạo, hoạt động nghiên cứu khoa học và tài chính vì vậy nhà nước giảm ngân sách cấp cho nhóm trường này. Tuy vậy theo báo cáo tổng kết 5 năm thực hiện Nghị quyết 29 Trung ương Đảng của Bộ Giáo dục và Đào tạo cho biết, tổng quyết toán chi ngân sách cho hệ thống giáo dục công lập cho năm gần nhất đã là 248 nghìn tỉ đồng.
Đối với đại học tư thục, từ năm 1988 Đảng và Nhà nước đã có chủ trương xã hội hóa giáo dục, cấp phép cho đại học tư thục được hoạt động. Đại học tư thục là một doanh nghiệp kinh doanh dịch vụ giáo dục được kiểm soát và quản lý bởi một cá nhân hoặc một tổ chức trong hoặc ngoài nước, có quyền tự quyết về hoạt động kinh doanh của mình. Nhưng tự do trong kinh doanh giáo dục để lại bất cập về chất lượng nên dựa trên kết quả đào tạo thực tiễn, kể từ ngày 17/04/2009 theo quyết định số 61/2009/QĐ-TTg của Thủ tướng Chính phủ Bộ Giáo dục và Đào tạo đã áp chế quy định ngừng cấp phép đào tạo nhóm ngành giáo dục, luật, chính trị, báo chí, công an, quân đội cho các trường đại học tư thục.
Học viện hay viện hàn lâm là mô hình giáo dục được phát triển từ đại học, ra đời sau này. So với đại học, học viện và viện hàn lâm chú trọng nghiên cứu hơn. Viện hàn lâm là cơ sở giáo dục bậc cao cấp cao nhất, thành viên của viện hàn lâm thường bao gồm những cá nhân xuất chúng trong những lĩnh vực có liên quan, những người được các thành viên khác bầu chọn, hoặc được chính phủ bổ nhiệm, chỉ đào tạo bậc sau đại học. Giá trị văn bằng được cấp bởi đại học và học viện là tương đương nhau.
Theo quy định về thời gian đào tạo ở bậc đại học của Bộ Giáo dục và Đào tạo, thời gian đào tạo bậc đại học là 04 năm, 05 năm hoặc 07 năm và sau đại học từ 02 đến 04 năm tuỳ theo ngành đào tạo.

## Danh sách trường đại học/học viện/viện nghiên cứu
- Trường Đại học Chính trị (trực thuộc Bộ Quốc phòng, nâng cấp từ trường Sĩ quan Chính trị ngày 23/12/2010)
- Trường Đại học Kỹ thuật - Hậu cần Công an Nhân dân - Bộ Công an (phường Thuận Thành)
- Đại học Luật Hà Nội - cơ sở 2 (phường Đồng Nguyên)[11]
- Đại học Tài nguyên và Môi trường Hà Nội - cơ sở 2 (phường Đồng Nguyên)[12][13]
- Học viện Ngân hàng - Phân viện Bắc Ninh
- Học viện Chính sách và Phát triển (trực thuộc Bộ Tài chính)
- Trường Đại học Công nghệ Đông Á (phường Võ Cường)
- Trường Đại học Thể dục Thể thao Bắc Ninh (phường Đồng Nguyên)
- Trường Đại học Quốc tế Bắc Hà (xã Tiên Du)
- Trường Đại học Kinh Bắc (phường Vũ Ninh)
- Trường Đại học Kinh doanh và Công nghệ Hà Nội - cơ sở 2 (phường Từ Sơn)
- Trường Đại học Công nghiệp và Thương mại Hà Nội (Trường Đại học Công nghiệp Dệt may Hà Nội cũ)  - cơ sở 2 (Khu đô thị mới Khai Sơn, phường Song Liễu)

### Dự án
- Trường Đại học PCCC - Bộ Công an (xã Liên Bão)
- Đại học Dược Hà Nội cơ sở Bắc Ninh, Khu Làng Đại học 1, phường Võ Cường, cách Hà Nội 29 km.
- Đại học Ngoại thương cơ sở Bắc Ninh tại phường Đồng Nguyên
- Đại học Bách khoa Hà Nội đang được xây dựng tại Làng Đại học tỉnh Bắc Ninh[cần dẫn nguồn]
- Đại học Thống kê (Nâng cấp từ trường Cao đẳng Thống kê)[cần dẫn nguồn]
- Học viện Phụ nữ Việt Nam (tại xã Tân Chi làm cơ sở đào tạo, dự kiến khởi công trong giai đoạn 2015-2020)[cần dẫn nguồn]

### Viện nghiên cứu
- Viện Nghiên cứu phát triển kinh tế - xã hội Bắc Ninh
- Viện Quy hoạch, Kiến trúc Bắc Ninh
- Viện Nghiên cứu Da giày - Bộ Công thương, Cơ sở 2: Phường Đồng Nguyên
- Viện Nghiên cứu Nuôi trồng Thủy sản I - Bộ NN&MT, phường Từ Sơn

## Cao đẳng
- Trường Cao đẳng Kinh tế, Kỹ thuật và Thủy sản (Phường Từ Sơn)
- Trường Cao đẳng Thống kê Trung ương Lưu trữ ngày 29 tháng 9 năm 2023 tại Wayback Machine (Cục Thống kê)
- Trường Cao đẳng Sư phạm Bắc Ninh Lưu trữ ngày 13 tháng 5 năm 2023 tại Wayback Machine
- Trường Cao đẳng Công nghệ Bắc Hà (Phường Tam Sơn)
- Trường Cao đẳng Công nghiệp Bắc Ninh (Bacninh College of Industry - BCi): 499 Đường Hàn Thuyên, phường Võ Cường
- Cao đẳng Công nghiệp Hưng Yên (thuộc Bộ Công Thương), cơ sở 2 tại: Phường Đồng Nguyên
- Trường Cao đẳng nghề Quản lý và Công nghệ: Đường Trần Hưng Đạo, phường Phương Liễu
- Cao đẳng Viglacera: Khu Đô thị Yên Phong, xã Tam Đa
- Cao đẳng Nghề cơ điện & xây dựng Bắc Ninh: 188 Đường Nguyễn Đăng Đạo, phường Võ Cường
- Cao đẳng Ngoại ngữ - Công nghệ Việt Nhật: Lô E6, Khu công nghiệp Quế Võ, phường Nam Sơn
- Cao đẳng Đại Việt (KCN Tiên Sơn)
- Cao đẳng VH - NT - DL Bắc Ninh
- Cao đẳng Y Dược Hà Nội (Khu phố Khúc Toại, phường Kinh Bắc)
- Cao đẳng Y tế Bắc Ninh, Quốc lộ 38, phường Hạp Lĩnh

## Trung cấp
- Trường trung cấp nghề Kinh tế - kĩ thuật Hà Nội (số 99, QL17, phường Song Liễu)
- Trung cấp nghề Thuận Thành[14]
- Trung cấp nghề kinh tế- kỹ thuật điện Hà Nội
- Trung Cấp Thực hành Kỹ thuật cao (KCN Nam Sơn - Hạp Lĩnh)
- Trung cấp nghề kinh tế kỹ thuật và thủ công mỹ nghệ truyền thống Thuận Thành [15]